# 姚兴 (南宋)
姚兴（？—1161年），字德润，旧名叔兴，南宋相州（今河南安阳）人。
宋钦宗靖康年间，姚兴因劫杀金兵有功，补承信郎。宋高宗建炎初年，跟随张琪至东京开封府，隶属于留守宗泽部下。绍兴元年，授武义郎，脱离张琪，隶属于张俊军中。后跟随刘锜守顺昌，有功，官至建康府驻劄御前破敌军统制，充荆湖南路兵马副都监。绍兴三十一年（1161年），隶属都统王权军中，迎战金帝完颜亮南侵，尉子桥之役，以寡敌众，浴血奋战，因援兵不至，父子一起殉难，南宋朝廷赠姚兴为容州观察使。开禧初年，谥忠毅。